# 托尔努
托尔努是葡萄牙波尔图区的一个堂区。总面积3.35平方公里，总人口2452人，人口密度731.9人/平方公里。